# Fats Everett

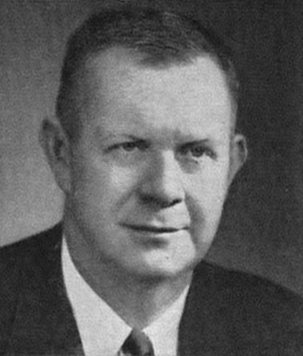
Fats Everett

Robert Ashton „Fats“ Everett (* 24. Februar 1915 bei Union City, Obion County, Tennessee; † 26. Januar 1969 in Nashville, Tennessee) war ein US-amerikanischer Politiker. Zwischen 1958 und 1969 vertrat er den Bundesstaat Tennessee im US-Repräsentantenhaus.

## Werdegang
Fats Everett besuchte die öffentlichen Schulen seiner Heimat und danach bis 1936 das Murray State College in Kentucky. Politisch war er Mitglied der Demokratischen Partei. Von 1936 bis 1938 gehörte er der Obion County Commission an. Danach war er in der Verwaltung des dortigen Bezirksgerichts tätig. Während des Zweiten Weltkrieges diente Everett zwischen 1942 und 1945 in der US Army. Nach dem Krieg war er von 1945 bis 1949 im Beraterstab von US-Senator Tom Stewart. Danach wirkte er bis 1952 im Stab von Gouverneur Gordon Browning mit. In den Jahren 1954 bis 1958 war Everett Vorstandsmitglied der Vereinigung der Bezirksverwaltungen von Tennessee (Tennessee County Services Association).
Nach dem Tod des Abgeordneten Jere Cooper wurde Fats Everett bei der fälligen Nachwahl für den achten Sitz von Tennessee als dessen Nachfolger in das US-Repräsentantenhaus in Washington, D.C. gewählt, wo er am 1. Februar 1958 sein neues Mandat antrat. Nach sechs Wiederwahlen konnte er bis zu seinem Tod am 26. Januar 1969 im Kongress verbleiben. In dieser Zeit erreichte die Bürgerrechtsbewegung ihren Höhepunkt und es begann der Vietnamkrieg. Während Everetts Zeit als Kongressabgeordneter wurden der 23., der 24. und der 25. Verfassungszusatz verabschiedet. Nach einer Nachwahl fiel Everetts Mandat an Ed Jones.